# ورزشگاه شهر آرتاشات
ورزشگاه شهر آرتاشات (ارمنی: Արտաշատի քաաղաքային մարզադաշտ) ورزشگاه چندمنظوره در آرتاشات، ارمنستان و ورزشگاه خانگی باشگاه فوتبال دوین آرتاشات بود.
این ورزشگاه در سال ۱۹۶۰ میلادی افتتاح شده است و ظرفیت آن ۵٬۰۰۰ نفر است.